# Lateralna pterigoidna mišica
Lateralna pterigoidna mišica (latinsko musculus pterygoideus lateralis) je parna žvečna mišica. Izvira iz zagozdnice ter se narašča na disk čeljustnega sklepa.
Mišica ob obojestranski kontrakcija poteza spodnjo čeljustnico navzpred in navzgor, pri enostranski kontrakciji poteza spodnjo čeljustnico navzpred, medialno in navzdol. Izmenična enostranska kontrakcija leve in desne lateralne pterigoidne mišice omogoča mletje hrane. Mišica sodeluje tudi pri odpiranju ust.
Oživčuje jo živec pterygoideus lateralis, ki izhaja iz mandibularnega živca (V3).